# Colegiata del Corpus Christi en Jarosław

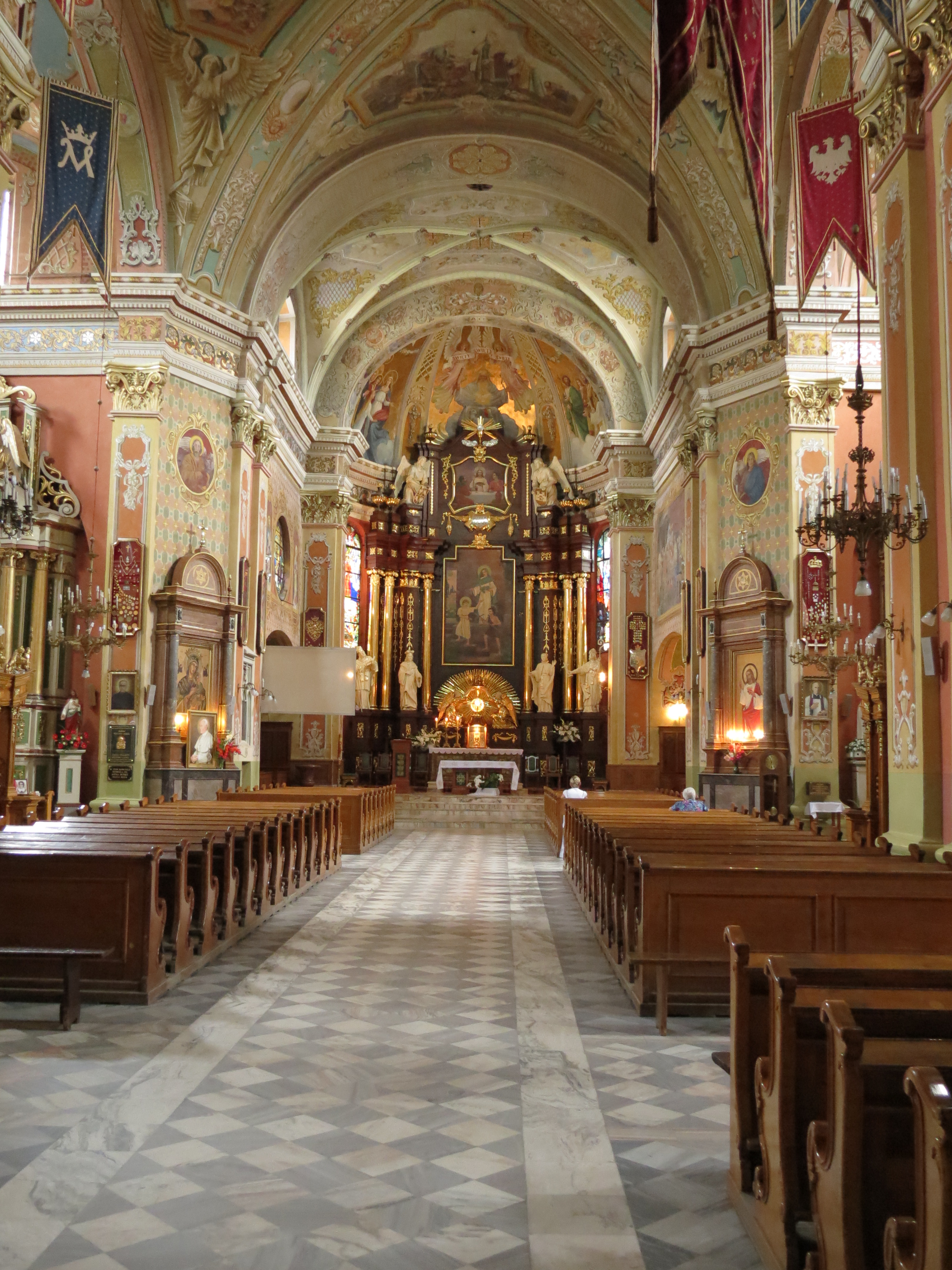
La nave principal

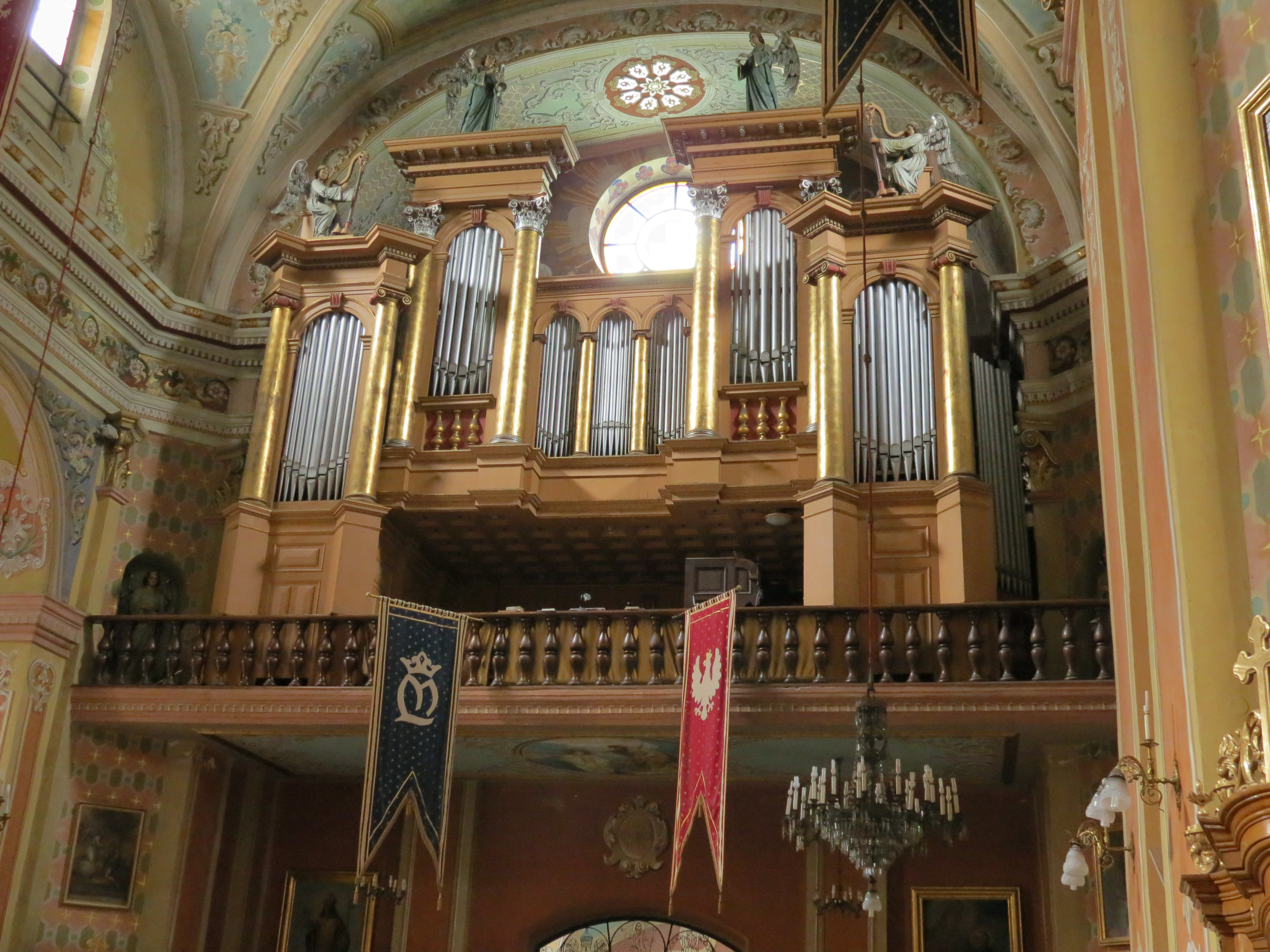
Órganos

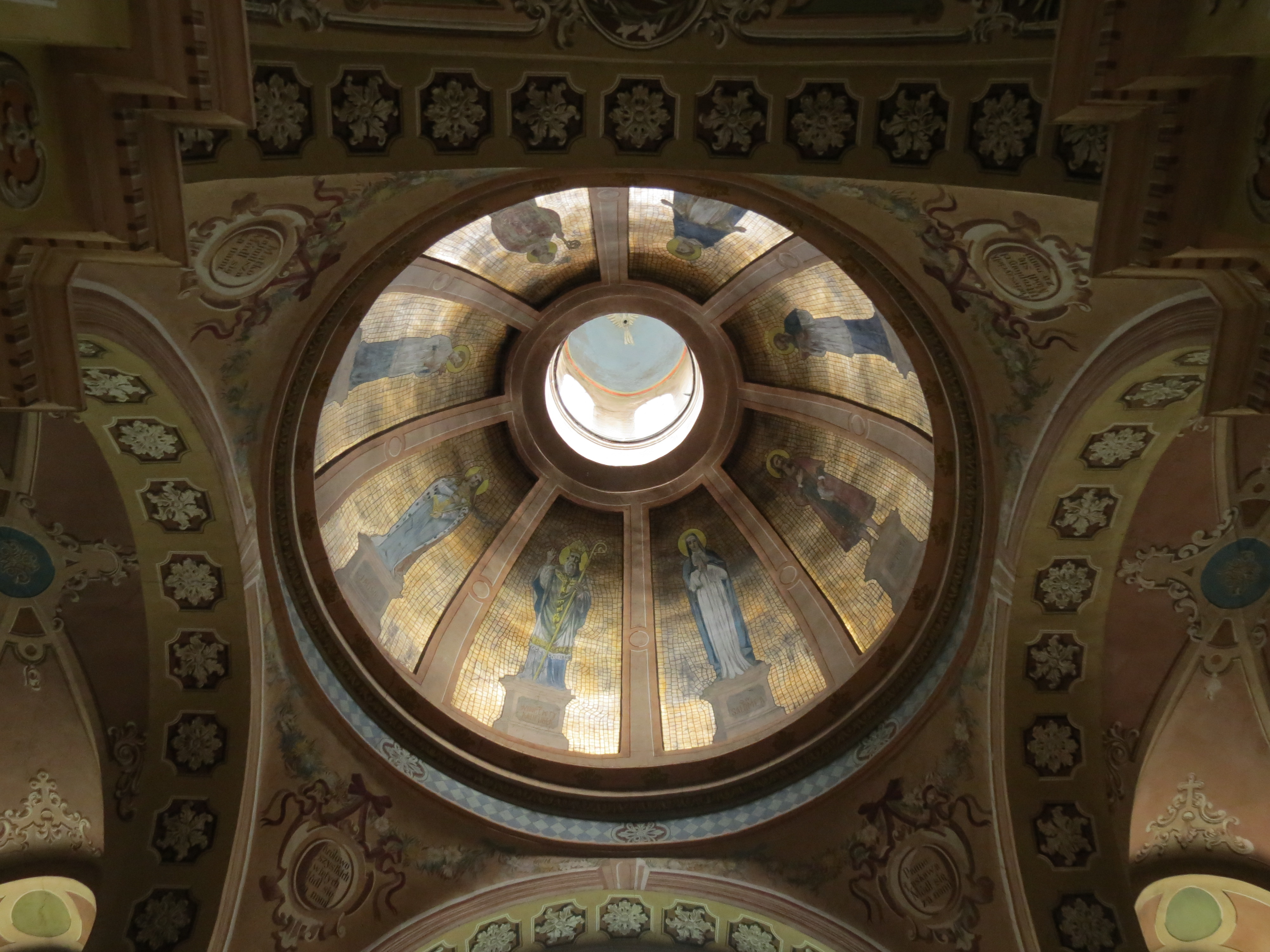
Cúpula

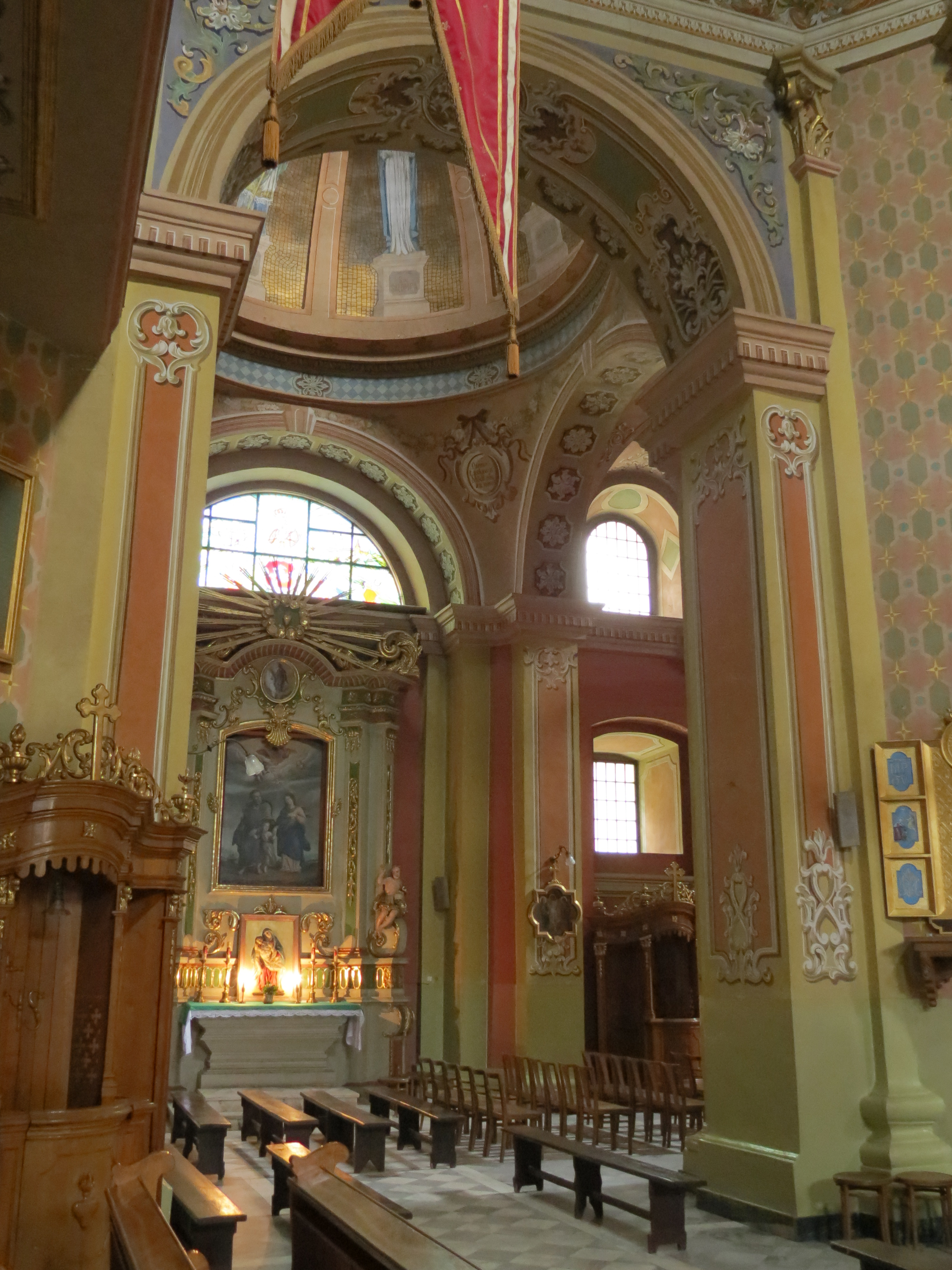
Interiores

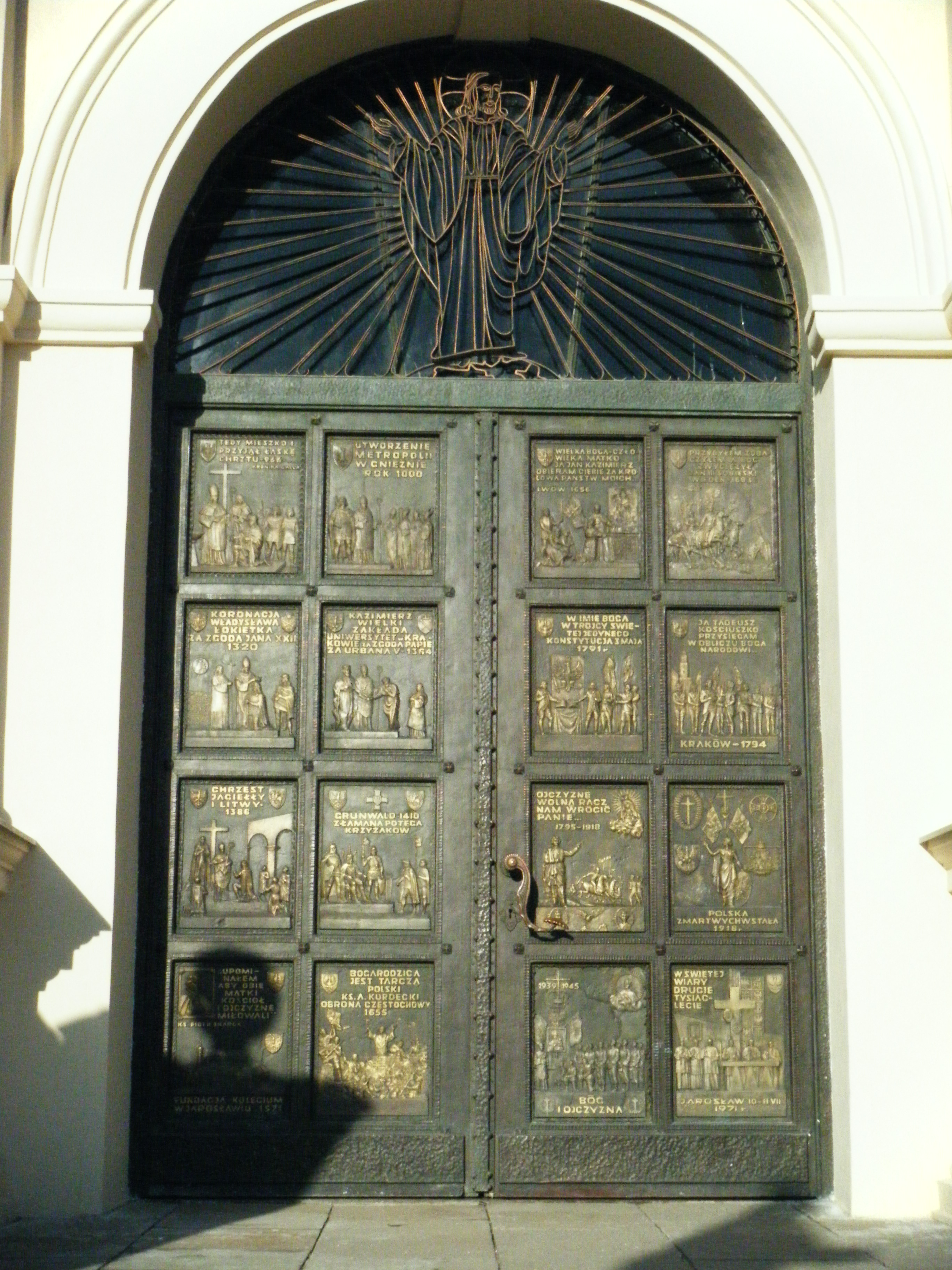
Entrada principal, puertas con escenas de la historia de Polonia.

La Colegiata del Corpus Christi antigua iglesia jesuita de San Smo Ene es una colegiata barroca localizada en la plaza Piotr Skarga de Jarosław.
La fundación de Zofia Odrowąż Tarnowska en 1571, realizada con la ayuda organizativa de Piotr Skarga. Iglesia Jesuita de Santa. Jana fue construida entre los años 1591 y 1594, probablemente según los planos de Józef Briccius (Giuseppe Brizio), con la participación de Stefan Murator de Jarosław.
En su arquitectura, el templo se inspiró originalmente en la Iglesia del Gesù de Roma. De estilo renacentista, originalmente de una sola nave con crucero, fue reconstruida tras los incendios de 1600 y 1625. Las capillas se añadieron entre los años 1616 y 1624, y el pórtico entre los años 1625 y 1628. En el año 1722 delante de la iglesia se colocaron esculturas de Tomasz Hutter (hoy copias). Los riquísimos muebles de la iglesia fueron confiscados tras la supresión de la Orden de los Jesuitas. Desde 1804 es iglesia parroquial (tras el cierre de la colegiata). El mobiliario histórico, destruido por un incendio en 1862, fue trasladado desde la colegiata.
Actualmente es la iglesia post-jesuita más antigua de Polonia  (durante la Primera y Segunda República Polaca fue la iglesia católica en Nieśwież).